# Piet Smit (burgemeester)
Piet Smit (5 augustus 1921 – Edam, 8 maart 1990) was een Nederlands politicus van de PvdA.
Bij de gemeentesecretarie van Edam was hij chef van de afdeling onderwijs en culturele zaken voor hij in november 1965 benoemd werd tot burgemeester van Midwoud. Vanaf augustus 1969 was Smit tevens burgemeester van Sijbekarspel. Op 1 januari 1979 werden de gemeenten Abbekerk, Midwoud, Opperdoes, Sijbekarspel en Twisk en een deel van de gemeente Nibbixwoud samengevoegd tot de gemeente Noorder-Koggenland waarvan hij de burgemeester werd. In november 1984 ging hij daar vervroegd met pensioen waarna hij verder ging als onbezoldigd directeur van het Edams Museum. Begin 1990 overleed hij op 68-jarige leeftijd. In Midwoud is een park naar hem vernoemd en in 2005 werd zijn zoon Martijn Smit eveneens burgemeester en wel van Zeevang.